# ديك هوفمان
ديك هوفمان (بالإنجليزية: Dick Huffman) هو لاعب كرة قدم أمريكية ولاعب كرة قدم كندية أمريكي، ولد في 27 مارس 1923 في تشارلستون في الولايات المتحدة، وتوفي في 13 سبتمبر 1992.

## وصلات خارجية
- ديك هوفمان على موقع مرجع كرة القدم المحترفة.كوم (الإنجليزية)
- ديك هوفمان على موقع WrestlingData.com (الإنجليزية)
- ديك هوفمان على موقع CageMatch worker (الإنجليزية)
- ديك هوفمان على موقع قاعة تينيسي للمشاهير الرياضية (الإنجليزية)